# Leonardo Boff
Genésio Darci Boff (Concórdia, 14 de diciembre de 1938), más conocido como Leonardo Boff, es un ex-sacerdote franciscano, filósofo, escritor, profesor y ecologista brasileño. Su hermano, Clodovis Boff, es un teólogo católico de la orden de los Siervos de María, era uno de los máximos exponentes de la Teología de la Liberación, de la que finalmente se distanció. [cita requerida]

## Biografía
Es nieto de un italiano venido del Véneto a Río Grande do Sul a finales del siglo XIX. Hizo sus estudios primarios y secundarios en Concórdia, Río Negro y Agudos. Estudió Filosofía en Curitiba y Teología en Petrópolis. En 1970 se doctoró en Teología y Filosofía en la Universidad de Múnich, Alemania. Ingresó en la Orden de los Frailes Menores, franciscanos, en 1959.
Durante 22 años fue profesor de Teología Sistemática y Ecuménica en el Instituto Teológico Franciscano de Petrópolis, profesor de Teología y Espiritualidad en varios centros de estudio y universidades de Brasil y del exterior, y profesor visitante en las universidades de Lisboa (Portugal), Salamanca (España), Harvard (EUA), Basilea (Suiza) y Heidelberg (Alemania).
Es doctor honoris causa en política por la Universidad de Turín (Italia) y en Teología por la Universidad de Lund (Suecia).
Entre 1975 y 1985 participó en el consejo editorial de la Editorial Vozes. En este periodo formó parte de la coordinación de la colección Teología y Liberación y de la edición de las obras completas de Carl Gustav Jung. Trabajando durante 17 años junto a la pionera feminista brasileña Rose Marie Muraro que también luchó por la teoría de la liberación, ambos fueron expulsados de Vozes por presiones del Vaticano en 1987. Ha sido redactor de la Revista Eclesiástica Brasileira (1970-1984), de la Revista de Cultura Vozes (1984-1992) y de la Revista Internacional Concilium (1970-1995).
Es uno de los fundadores de la Teología de la Liberación, junto con Gustavo Gutiérrez Merino. En 1984, en razón de sus tesis ligadas a la teología de la liberación, expuestas en su libro Iglesia: Carisma y Poder, fue sometido a un proceso por parte de la Congregación para la Doctrina de la Fe. En 1985 fue condenado a un año de “silencio” (suspensión “a divinis”) y depuesto de todas sus funciones editoriales y académicas en el campo religioso. 
Estuvo a punto de ser silenciado de nuevo en 1992 por Roma, para evitar que participara en el Eco-92 de Río de Janeiro, lo que finalmente le movió a dejar la orden franciscana y el ministerio presbiteral. 
En 1993 se presentó a un concurso y fue aprobado como profesor de ética, filosofía de la religión y ecología en la Universidad del Estado de Río de Janeiro (UERJ).
Es autor de más de 60 libros en las áreas de teología, espiritualidad, filosofía, antropología y mística. Habla alemán con fluidez; la mayor parte de su obra ha sido traducida a varios idiomas modernos (inglés, alemán, italiano, francés, japonés, chino).
Actualmente vive en el Jardim Araras, región campestre ecológica del municipio de Petrópolis-RJ, con su pareja Marcia Maria Monteiro de Miranda.

### Reconocimientos
Ha sido galardonado con varios premios en Brasil y en el exterior. El 8 de diciembre de 2001 le fue otorgado en Estocolmo el Right Livelihood Award, conocido también como el Nobel Alternativo. Recibió el título doctor honoris causa de la Universidad Nacional de La Plata (UNLP) el 16 de agosto de 2016 en la Facultad de Periodismo y Comunicación Social.
El 22 de agosto de 2018, la Universidad Iberoamericana Puebla y el Sistema Universitario Jesuita (SUJ) le otorgaron el doctorado honoris causa en Teología y Ciencias de la Tierra.

## Obras
Editorial Trotta ha publicado gran parte de sus obras:
- Cristianismo. Lo mínimo de lo mínimo. 2013. ISBN 978-84-9879-443-4
- Evangelio del Cristo cósmico. 2009. ISBN 978-84-9879-087-0
- El águila y la gallina. Una metáfora de la condición humana. Cuarta edición 2006. ISBN 978-84-8164-514-9
- Ecología: grito de la Tierra, grito de los pobres. Cuarta edición 2006. ISBN 978-84-8164-104-2
- Femenino y masculino. Una nueva conciencia para el encuentro de las diferencias. 2004. ISBN 978-84-8164-689-4
- La voz del arco iris. 2003. ISBN 978-84-8164-589-7
- El cuidado esencial. Ética de lo humano, compasión por la Tierra. 2002. ISBN 978-84-8164-517-0
- Mística y espiritualidad, junto a Frei Betto. Tercera edición 2002. ISBN 978-84-8164-102-8
- Ética planetaria desde el Gran Sur. 2001. ISBN 978-84-8164-412-8
- Gracia y experiencia humana. 2001. ISBN 978-84-8164-498-2
- El despertar del águila. 2000. ISBN 978-84-8164-409-8
- La dignidad de la Tierra. Ecología, mundialización, espiritualidad. 2000. ISBN 978-84-8164-363-3

Otras ediciones
- La opción-Tierra: la solución para la tierra no cae del cielo. 2008. Santander: Sal Terrae. ISBN 978-84-293-1762-6
- Desde el lugar del pobre. 1989. Bogotá: Ediciones Paulinas. ISBN 958-607-030-1
- San Francisco de Asís. Ternura y Vigor. 1982. Santander: Sal Terrae. ISBN 84-293-0623-4
- Teología del cautiverio y de la liberación. 1978. Madrid: Ediciones Paulinas. ISBN 84-285-0673-6
- Los sacramentos de la vida. 1977. Santander: Sal Terrae. ISBN 978-84-293-0491-6
- San José. Padre de Jesús en una sociedad sin padre. 2007. Santander: Sal Terrae. ISBN 978-84-293-1735-0
- Nueva Evangelización. 2005. Lumen Argentina. ISBN 987-00-0449-0
- ¿Enseñanza religiosa o enseñanza de las religiones e iniciación a la vida del espíritu?. 2017. Koinonia